# Tava (pentola)

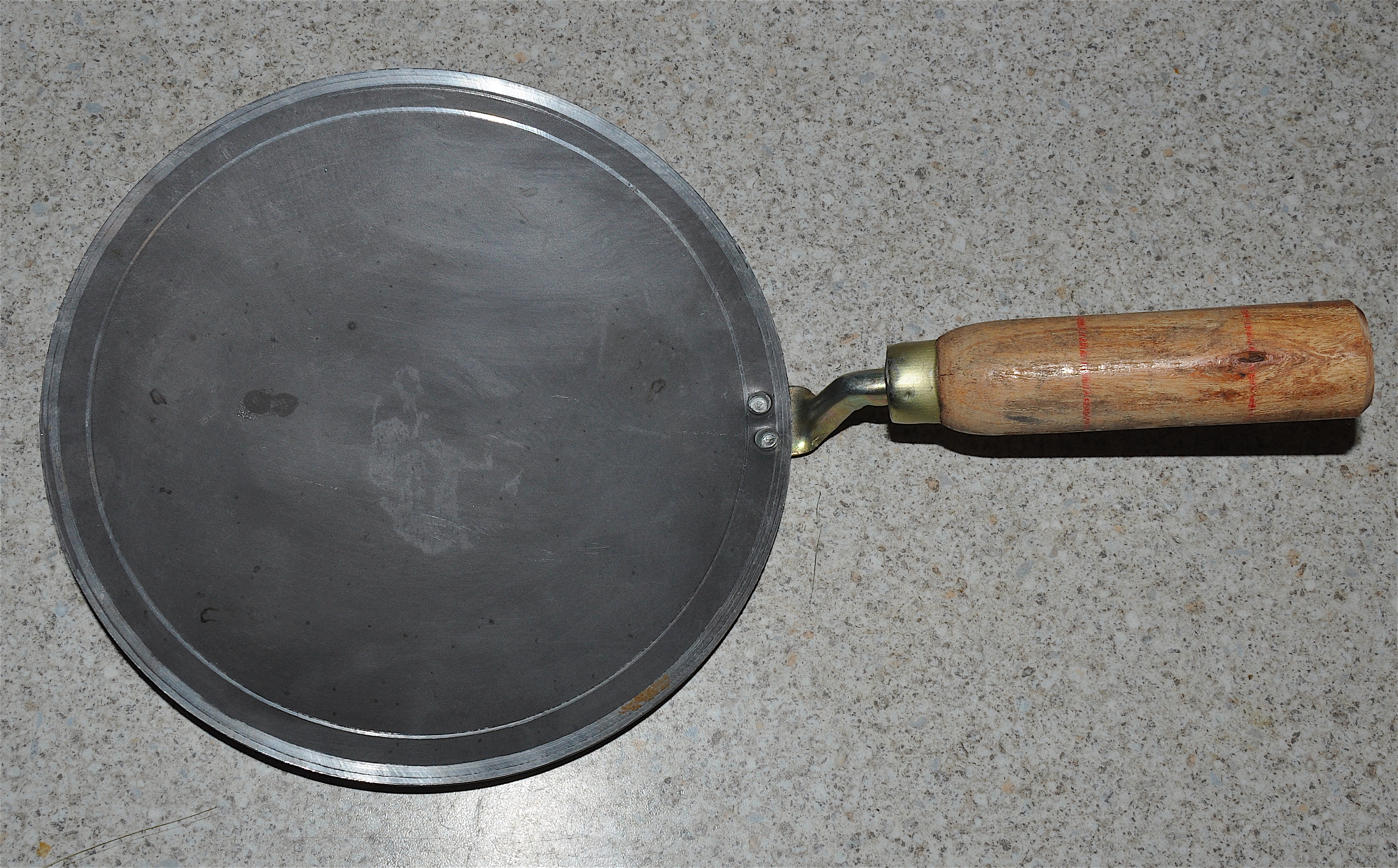
Tava indiana piatta

Una tava(h), tawa(h), tapa, saj o sac è un utensile di cucina, simile ad una padella larga a forma di disco piatta, concava o convessa in metallo (solitamente lamiera, ghisa, o alluminio), originaria del subcontinente indiano.

## Etimologia
In quasi tutte le lingue indo-ariane come il punjabi, l'hindi e l'urdu, tawaa significa "padella". Tale termine è collegato con il termine persiano tāve (تاوه), che viene usato in Iran, e con il termine georgiano tapa (ტაფა); invece il termine saj ((صاج) in arabo, letteralmente "lamiera") e scritto saç o sac in turco, è usato nel sud-ovest asiatico, e assieme ad altri termini con lo stesso significato in Pakistan e Afghanistan. La parola "tava" è anche usata in bosniaco, croato, serbo, rumeno e turco e si riferisce a qualsiasi tipo di padella. In Serbia e Bulgaria, i piatti in ceramica сач o сачѐ (sach/sache) vengono utilizzati per la cottura di sottili fette di verdure e carne; il termine тава (tava) viene invece utilizzato per identificare teglie di metallo provviste di bordi. In pashto è più popolarmente conosciuta come Tabakhey (تبخے / طبخی).

## Utilizzi
La tava o saj viene utilizzata per cuocere una varietà di focacce e pancake lievitati e azzimi, tra cui: pita, naan, saj, roti, chapati, paratha, dosa e pesarattu. In Pakistan, specialmente nelle zone rurali, grandi saj convessi sono usati per cucinare più pani contemporaneamente o per preparare i roti rumali.
Nel subcontinente indiano, le tava sono anche usate per friggere chaat, pav bhaji, taka tak bhaji, tawa bhaji, tava fry, tawa masala, ecc.
Anche la carne può essere cotta su un saj. Il tradizionale tapaka di pollo georgiano viene ad esempio cucinato su una tapa.

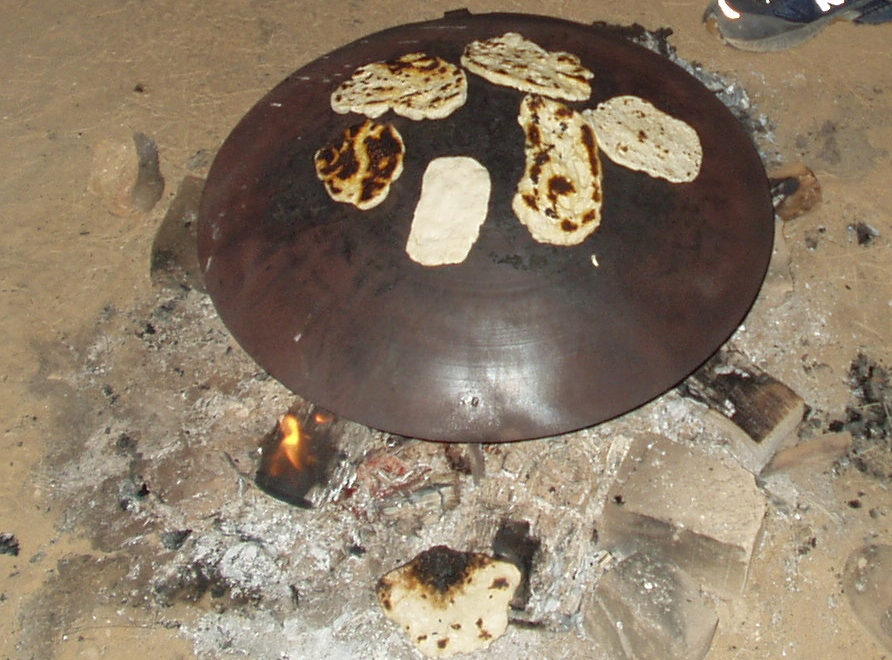
Cottura di una pita su un saj convesso
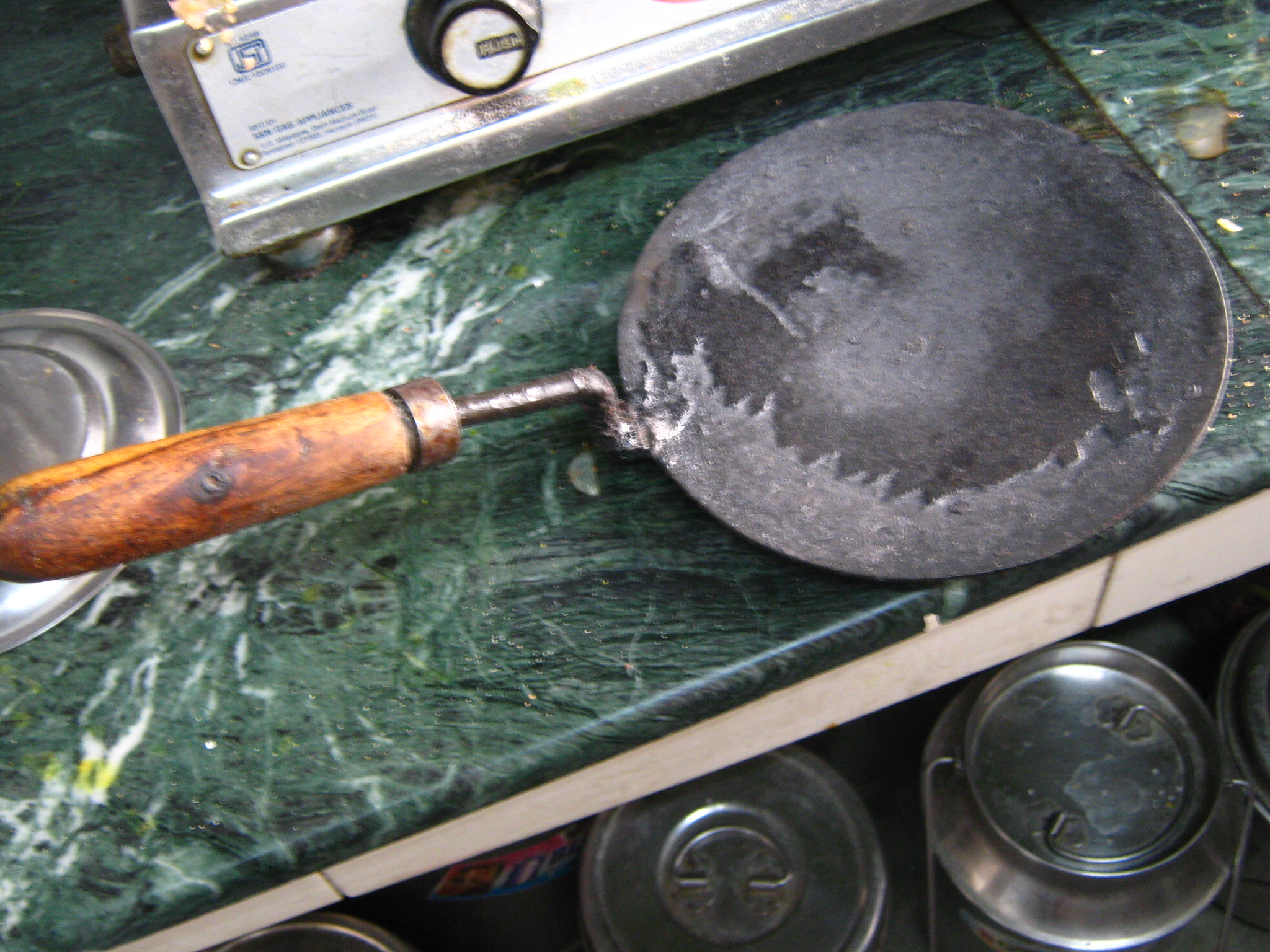
Tawa concava indiana
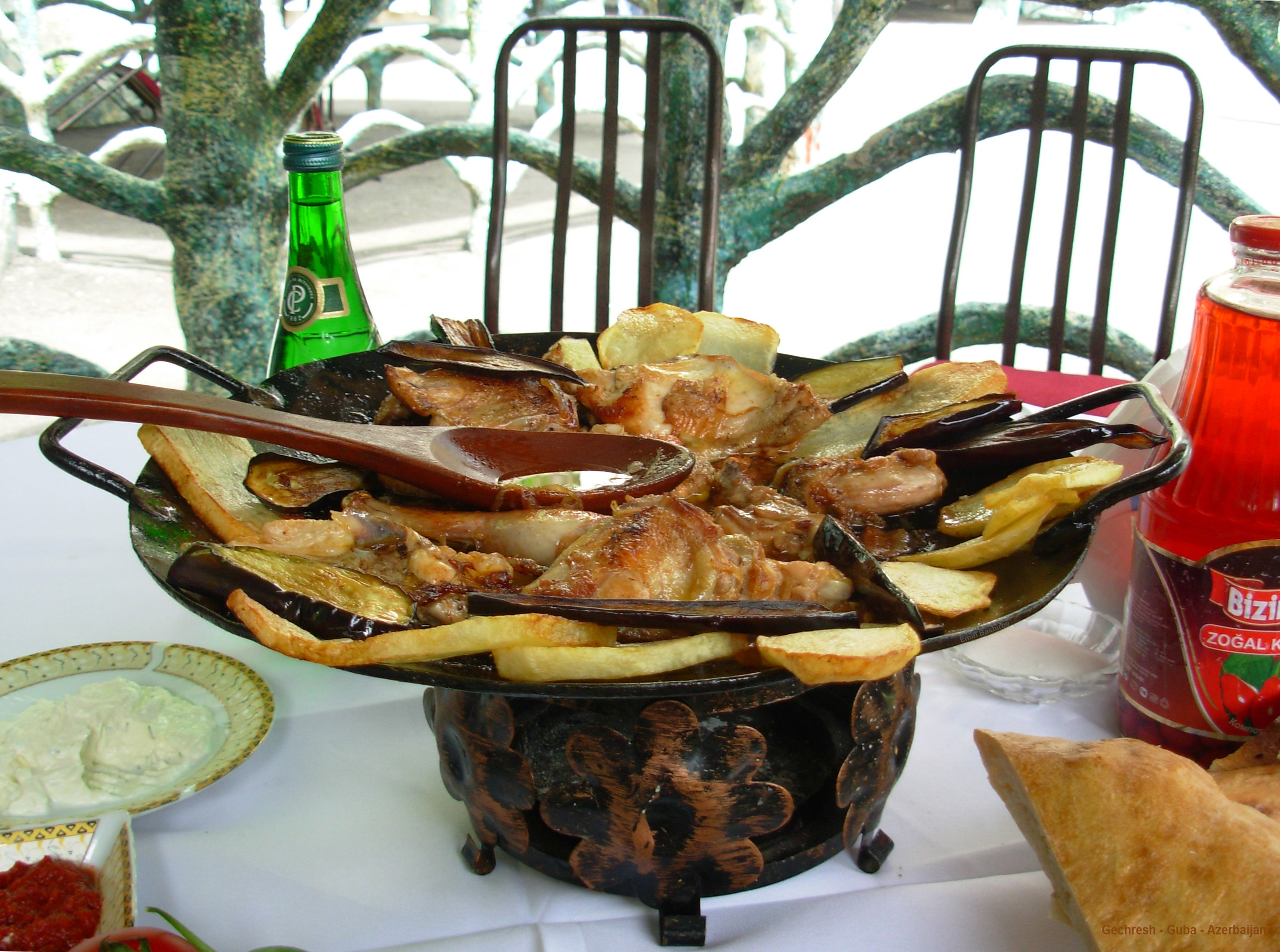
Sadj dell'Azerbaigian reversibile con manici
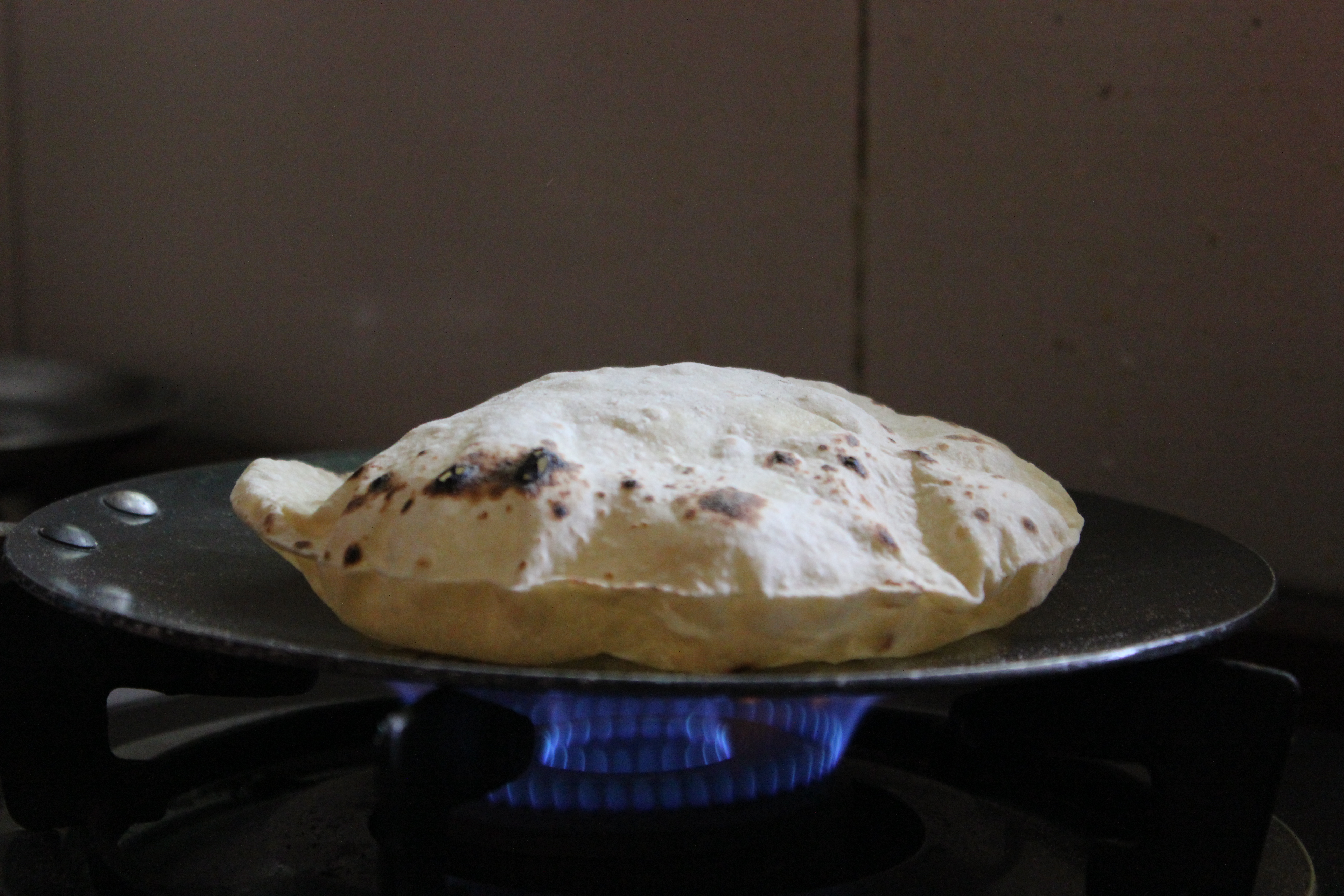
Cottura di un roti su una tava
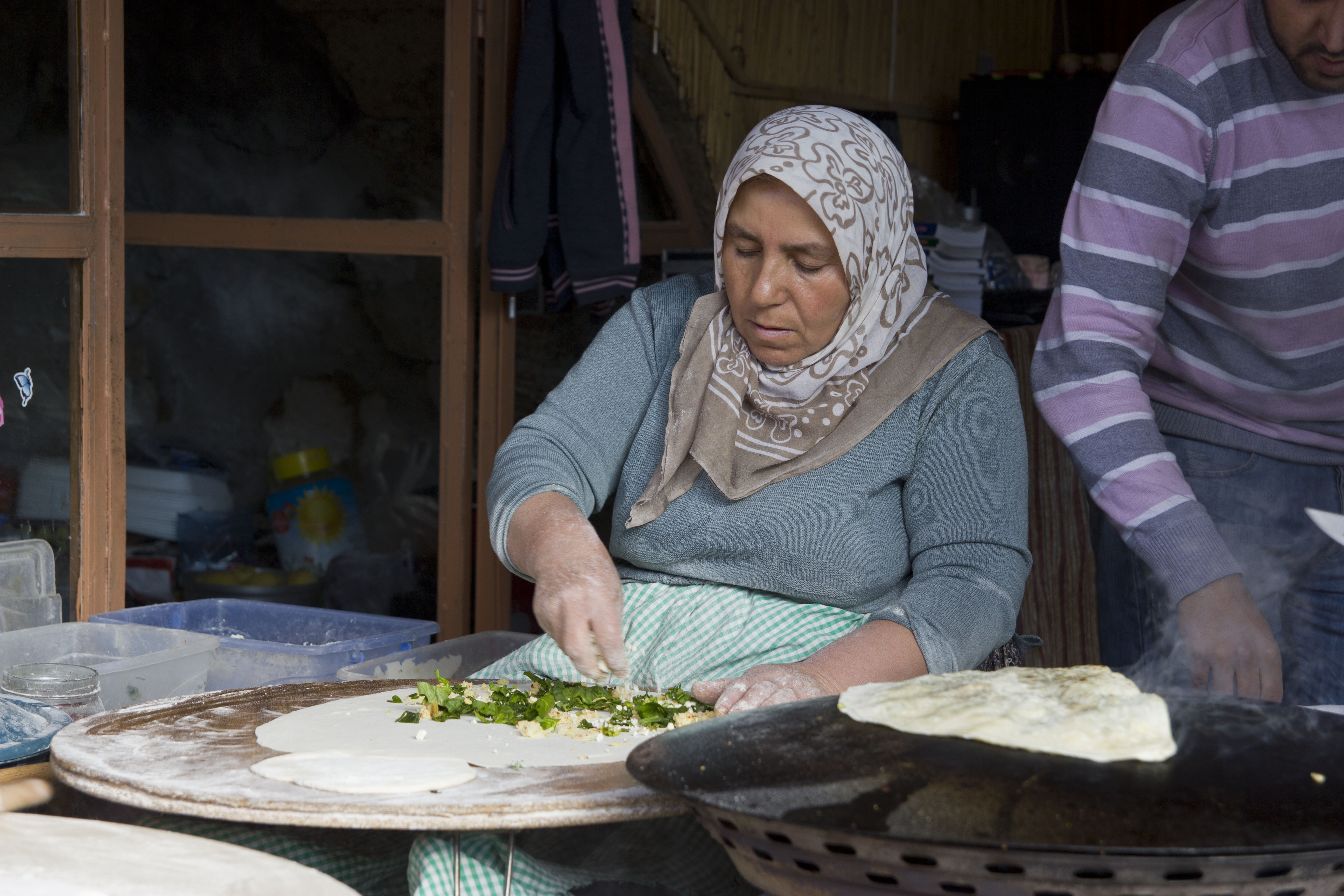
Cottura di gözleme su un sac
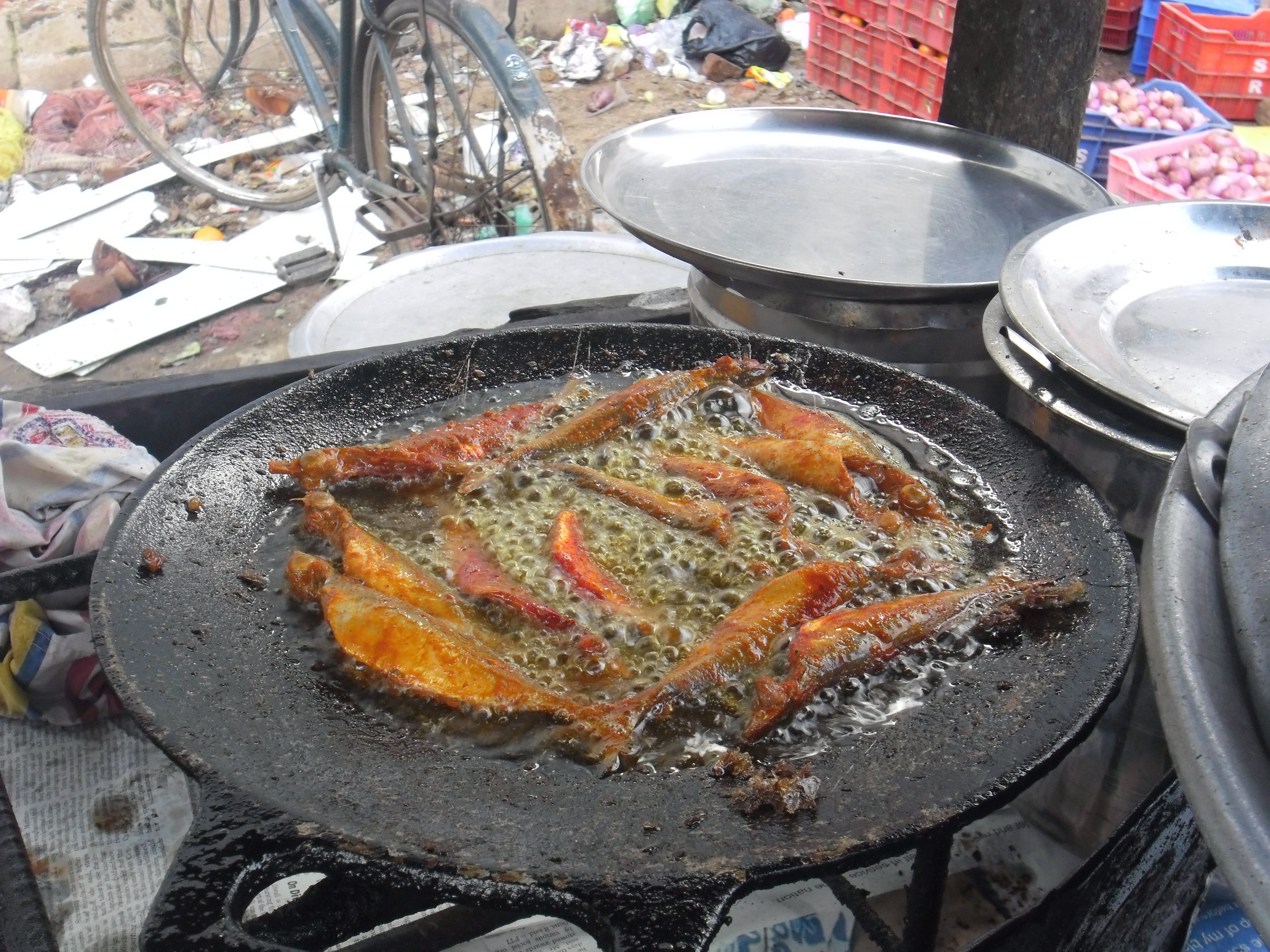
Pesce fritto su una tawa